# Batalha de Saintes
A Batalha de Saintes (conhecida em francês como a Bataille de la Dominique), ou a Batalha de Dominica, foi uma importante batalha naval travada entre 9 a 12 de abril de 1782, no contexto da Guerra da Independência dos Estados Unidos, e resultou numa importante vitória da frota britânica sob comando do almirante George Rodney sobre a armada francesa sob comando do Conde de Grasse. A França, que tinha pretensões de se expandir para as Índias Ocidentais, teve que bater em retirada e foi forçada a desistir de sua campanha para tomar a Jamaica.
A batalha recebeu este nome pois foi travada perto das Ilhas dos Santos, um aglomerado de ilhotas na região de Guadalupe e Dominica, nas Índias Ocidentais. A frota francesa, que tentava estabelecer uma superioridade naval na área, foi dominada e destruída pela pelos navios britânicos. O próprio Conde de Grasse, comandante francês, foi capturado. O almirante britânico Rodney ficou notório por inaugurar técnicas pioneiras de batalha naval, mas historiadores se dividem nisso.